# Bavenstedt
Bavenstedt ist ein Stadtteil der niedersächsischen Kreisstadt Hildesheim mit etwa 1.400 Einwohnern. Zusammen mit den schon vor der 1974 erfolgten Eingemeindung zu Hildesheim gehörenden Flächen ostwärts der A 7 bildet er eine der 14 Ortschaften der Stadt.

## Geschichte

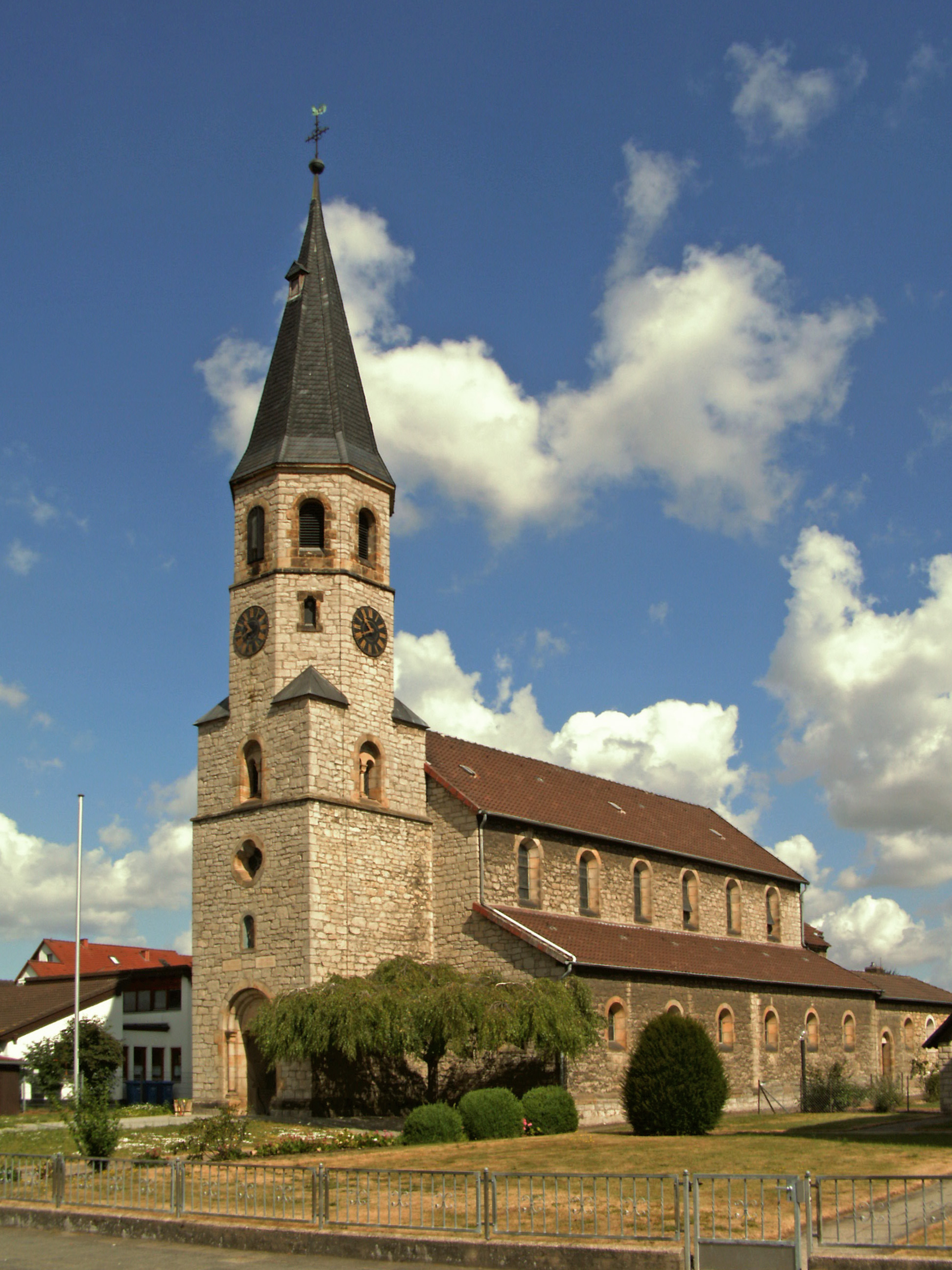
Katholische Kirche

Durch seine Lage in der Hildesheimer Börde mit fruchtbaren Schwarzerdeböden gibt es frühe Siedlungsansätze im Gebiet des heutigen Bavenstedt. Im heutigen Gewerbegebiet Steven ist eine germanische Siedlung aus dem 3. bis 5. Jahrhundert n. Chr. nachgewiesen.
Erste urkundliche Erwähnung von Bavenstedt war um 900. In einer Urkunde von 1221 wurde es „Babenstedt“ genannt.
Der Hildesheimer Tuchhändler Johann Georg Lüntzel († 1838) erwarb in Bavenstedt einen größeren Bauernhof, der 1894 unter Ernst Lüntzel als Rittergut der Hildesheimischen Ritterschaft anerkannt wurde.
Die Volkszählung von 1895 ergab eine Einwohnerzahl von 385. Bei der Eingemeindung nach Hildesheim, die am 1. März 1974 wirksam wurde, zählte das Dorf 880 Einwohner. Am 31. Dezember 2008 wohnten hier 1441 Menschen.

## Religion
Die katholische Kirche Unbefleckte Empfängnis Mariä in der Bavenstedter Hauptstraße 15 wurde 1888 errichtet. Seit 2014 gehört sie zur Pfarrei St. Martin mit Sitz in Achtum, im Dekanat Borsum-Sarstedt.
Die evangelische Kapelle St. Martin in der Wackenstedter Straße 31 wurde 1929 errichtet. Sie gehört zur Kirchengemeinde Harsum im Kirchenkreis Hildesheim-Sarstedt.

## Politik

### Ortsrat
Der Ortsrat, der Bavenstedt vertritt, setzt sich aus fünf Mitgliedern zusammen. Die Ratsmitglieder werden durch eine Kommunalwahl für jeweils fünf Jahre gewählt.
Bei der Kommunalwahl 2021 ergab sich folgende Sitzverteilung:
| Ortsrat 2021Insgesamt 7 Sitze - SPD: 2 - Grüne: 1 - Giesa: 2 - CDU: 2 |  | Ortsratswahl 2021Wahlbeteiligung: 56,07 % 403020100 37,31 %28,11 %9,04 %25,54 % CDUSPDGrüneEinzeldAnmerkungen:d Einzelbewerber Thomas Giesa |

### Ortsbürgermeister
Ortsbürgermeister ist Werner Steinke (SPD), Stellvertretender Ortsbürgermeister ist Heinrich Helmke (CDU).

## Wirtschaft und Infrastruktur
Bavenstedt besitzt aufgrund seiner Lage in der Hildesheimer Börde sehr fruchtbaren Ackerboden mit teilweise über 100 Bodenpunkten. Hauptfrüchte sind Zuckerrüben, Weizen und Gerste. Durch den Strukturwandel hat sich die Zahl landwirtschaftlicher Betriebe auf fünf verringert, davon zwei Haupterwerbsbetriebe (Stand 2006).
Zwischen Bavenstedt und Hildesheim erstreckt sich entlang der Bavenstedter Straße ein Industriegebiet, größter ortsansässiger Arbeitgeber ist Coca-Cola. Durch die Nähe der Bundesautobahn 7 und der Bundesstraßen 1 und 6 ist das Industriegebiet verkehrsgünstig gelegen.

## Persönlichkeiten
- Werner Schreer (* 12. Mai 1957 in Einbeck), ehemaliger Generalvikar im Bistum Hildesheim, war von 1996 bis 2006 Pfarrverwalter der katholischen Kirchengemeinde Unbefleckte Empfängnis Mariä in Bavenstedt.
- Marc Vucinovic (* 19. September 1988 in Hannover), deutscher Fußballspieler serbischer Abstammung, spielte in der Saison 2007/2008 für den SV Bavenstedt.